# Comenzar de nuevo
Comenzar de nuevo (en inglés: Starting Over) es una comedia estadounidense de 1979 basada en la novela de Dan Wakefield. Fue producida por James L. Brooks y dirigida por Alan J. Pakula. Protagonizada por Burt Reynolds, Jill Clayburgh y Candice Bergen, sigue a un hombre recientemente divorciado que se debate entre su nueva novia y su exesposa.

## Sinopsis
La vida de Phil Potter sufre un duro revés cuando su mujer le confiesa sus infidelidades y le pide el divorcio. Phil se traslada a Boston y, por consejo de su hermano, que es psiquiatra, empieza a participar en una terapia de grupo para divorciados. Poco después, en casa de su hermano, conoce a Marilyn, una maestra de escuela con la que se va a vivir. Pero, cuando su vida parece a punto de tomar un nuevo rumbo, recibe la visita de su exmujer, que se presenta arrepentida y más seductora que nunca.

## Reparto
- Burt Reynolds como Phil Potter.
- Jill Clayburgh como Marilyn Holmberg.
- Candice Bergen como Jessica Potter.
- Charles Durning como Mickey.
- Frances Sternhagen como Marva.
- Mary Kay Place como Marie.
- Austin Pendleton como Paul.
- Jay O. Sanders como Larry.
- Wallace Shawn  miembro de la tienda.
- Ben Pesner como Victor.

## Recepción

### Crítica
Roger Ebert le dio a la película 2 estrellas de 4 y escribió que "a veces se siente un poco avergonzado, tal vez porque los personajes se colocan en situaciones tontas de comedia y luego se ven obligados a decir líneas que se supone que son reveladoras y reales". Gene Siskel del Chicago Tribune le dio a la película 3 estrellas de 4 y dijo que valía la pena verla porque "dos tercios de ella (Reynolds y Clayburgh) funcionan muy bien", aunque no le gustó que el guion "de alguna manera se sienta obligado a ser lindo o divertido. No queremos bromas de 'Comenzar de nuevo'. Lo único que queremos es ver a Reynolds y Clayburgh salir juntos y trabajar en sus problemas ".

### Reconocimiento
- 1979: 2 nom. al Oscar: Mejor actriz (Jill Clayburgh), actriz sec. (Candice Bergen)
- 1979: Globos de Oro: 4 nom., incluyendo mejor actor (Reynolds) y actriz (Clayburgh)
- 1979: Sindicato de Guionistas (WGA): Nominada a Mejor guion adaptado comedi